# 馬斯克林深海高原

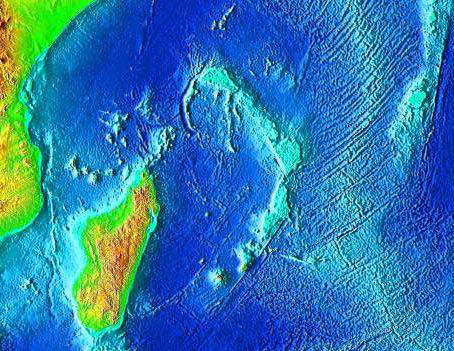

12°S 61°E / 12°S 61°E
馬斯克林深海高原（英語：Mascarene Submarine Plateau）是印度洋的海底高原，位於馬達加斯加北面和東面，從塞舌爾向南延伸2000公里至留尼旺，面積逾115,000平方公里，深度8至150米，在其邊緣以外是4000米深的深海平原。

## 外部連結
- . Proceedings of the Ocean Drilling Program (Ocean Drilling Program). 1990, 115  [2017-12-07]. ISSN 1096-7451. doi:10.2973/odp.proc.sr.115.1990. （原始内容存档于2020-07-21）. （页面存档备份，存于）